# يعقوب بن طلحة بن عبيد الله
يعقوب بن طلحة بن عبيد الله (المتوفي سنة 63 هـ) تابعي، أبوه الصحابي طلحة بن عبيد الله أحد العشرة المبشرين بالجنة.

## سيرته
ينتمي يعقوب بن طلحة بن عبيد الله بن عثمان بن عمرو بن كعب بن سعد إلى بني تيم بن مُرّة القرشيين، وأمه أم أبان بنت عتبة بن ربيعة بن عبد شمس بن عبد مناف. عُرف يعقوب بسخائه وجُوده. وقد قُتل يوم الحرة سنة 63 هـ، وله من الولد يوسف من زوجته أم حميد بنت عبد الرحمن بن عبد الله بن أبي ربيعة بن المغيرة المخزومي، وطلحة من زوجته أم الحلاس بنت عبد الله بن عياش بن أبي ربيعة بن المغيرة، وإسماعيل وإسحاق اللذان توفيّا في حياة أبيهما، وأبا بكر من زوجته جعدة بنت الأشعث.